# Marktschorgast
Marktschorgast è un comune tedesco situato nel land della Baviera.